# François-Louis de Clermont-Tonnerre

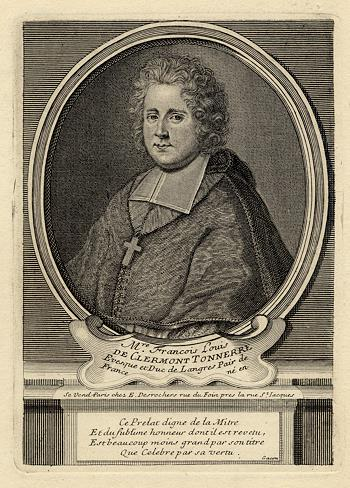
François-Louis de Clermont-Tonnerre

François-Louis de Clermont-Tonnerre (* um 1660; † 12. März 1724 in Langres) war Bischof von Langres (1696–1724).

## Leben
François-Louis de Clermont-Tonnerre war ein Sohn des Grafen Jacques von Clermont-Tonnerre und der Virginie Bonne de Fléard. Als jüngerer Sohn schlug er die geistliche Laufbahn ein und wurde Generalvikar seines Onkels François de Clermont-Tonnerre, Bischof von Noyons. Er war außerdem Hofkaplan des Königs und Kommendatarabt von Thenailles, Bonne-Combe und Fontaine-Bèze.
Am 25. Dezember 1695 zum Bischof von Langres ernannt, erhielt er am 14. Oktober 1696 von seinem Onkel, Bischof und Graf von Noyons, in der Kapelle des Noviziats der Jesuiten in Paris die Bischofsweihe. Er trug damit zugleich den Titel eines Herzogs von Langres und war einer der geistlichen Pairs von Frankreich.
Bischof Clermont-Tonnerre vertrat einen strengen Quietismus. Als Freund der Jesuiten und erklärter Gegner des Jansenismus nahm er an den wichtigen Kirchenversammlungen der Jahre 1700 und 1713 teil und veröffentlichte 1714 in seiner Diözese die päpstliche Bulle Unigenitus, die den Jansenismus verurteilte.
1701 hielt er in der Kathedrale Saint-Denis die Leichenpredigt für Herzog Philipp von Orléans, den Bruder Ludwigs XIV. Er ließ den Landsitz der Bischöfe von Langres, das Schloss Mussy, ausbauen.